# St. Johannes (Wängi)

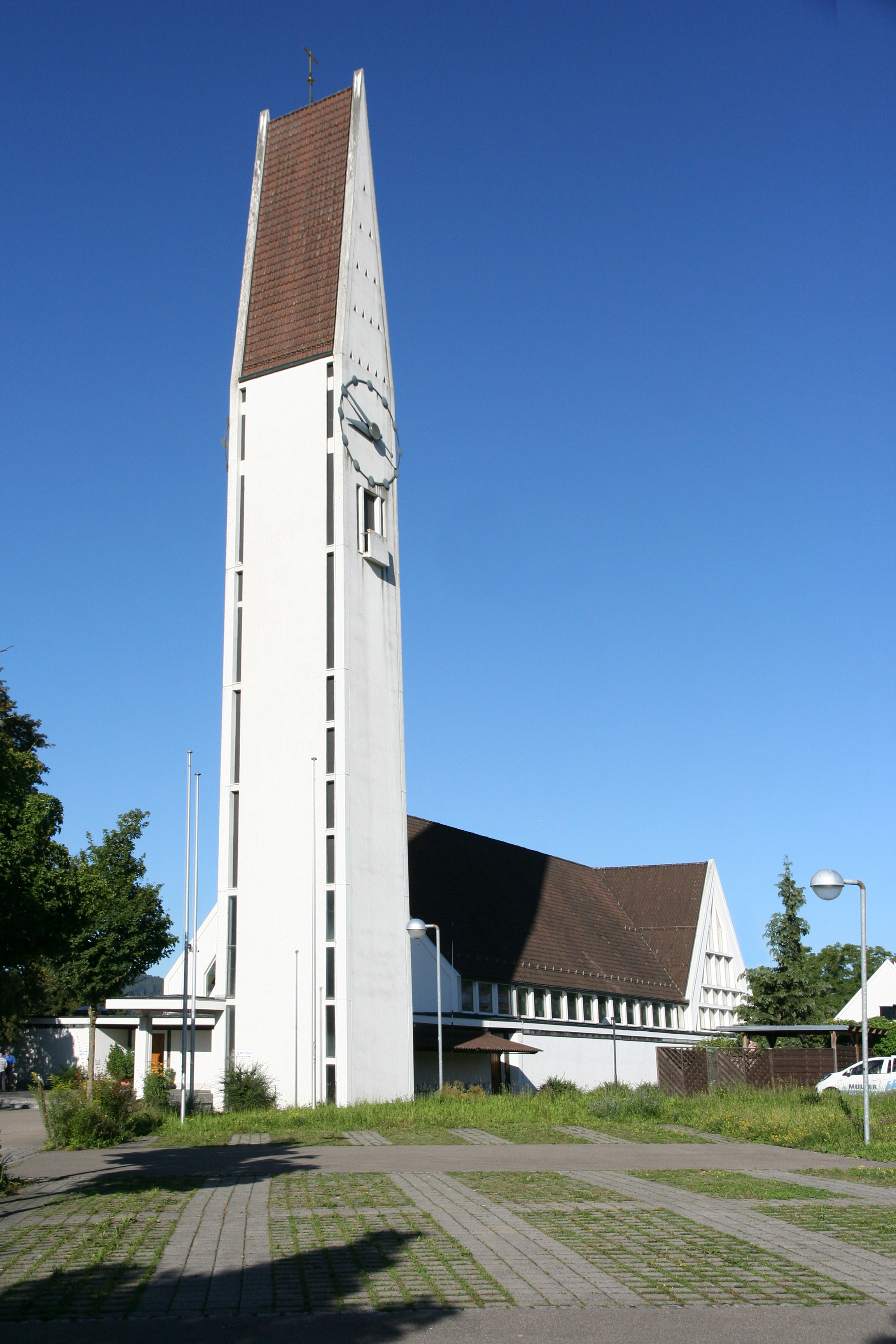
Katholische Kirche St. Johannes Wängi

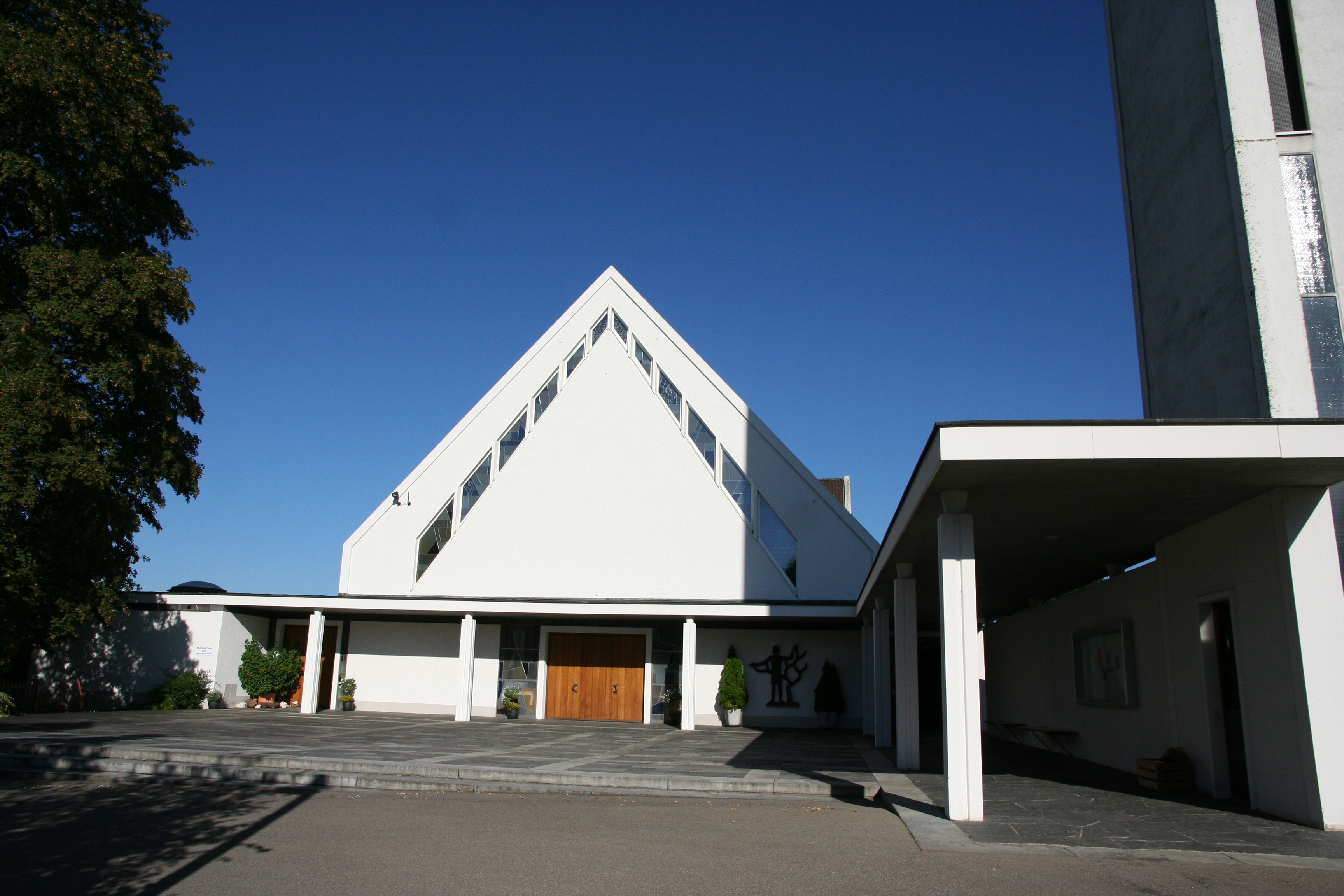
Aussenansicht

Die Kirche St. Johannes der Täufer ist die römisch-katholische Pfarrkirche von Wängi im Kanton Thurgau. Zur Pfarrei Wängi gehört auch die Kaplanei St. Josef Matzingen.

## Geschichte

### Vorgeschichte und Namensgebung
In einer Urkunde vom 19. April 887 wird erstmals eine St. Georgskirche in Wängi erwähnt. Durch die Jahrhunderte gehörten die sieben Ortsgemeinden Anetswil, Krillberg, Matzingen, Stettfurt, Tuttwil, Wängi und Wittenwil zur Pfarrei von Wängi. In der Reformation blieben die Gerichtsherren katholisch, die meisten Bauern dagegen wandten sich dem neuen Glauben zu. Deshalb wurde an Ostern 1529 in der Kirche von Wängi erstmals ein reformierter Gottesdienst gefeiert, nachdem man die katholischen Altäre verkauft hatte. Nach der Schlacht bei Kappel wurde im zweiten Landfrieden vom 20. November 1531 bestimmt, dass in der Kirche von Wängi wieder katholischer Gottesdienst abgehalten werden sollte. Der katholische Pfarrer war fortan auch für die reformierte Bevölkerung zuständig. Ab 1602 wurde die reformierte Bevölkerung von Aadorf aus betreut, die Kirche von Wängi wurde ab dieser Zeit paritätisch genutzt. 1712 wurde der Friedhof zwischen den beiden Konfessionen aufgeteilt. Da im 20. Jahrhundert die Platzverhältnisse für die katholische Bevölkerung immer beengter wurden, strebten die Katholiken den Bau einer eigenen Kirche an, wodurch der paritätische Gebrauch der historischen Kirche im Jahr 1958 beendet wurde.

### Entstehungs- und Baugeschichte
Am 18. Oktober 1953 kaufte die katholische Kirchgemeinde den Grund für den Bau der Kirche St. Johannes. Nachdem mit der evangelischen Kirchgemeinde die Modalitäten für die Beendigung der paritätischen Nutzung der heutigen reformierten Kirche Wängi ausgehandelt worden waren, erfolgte 1956 ein Architekturwettbewerb für den Bau einer eigenen katholischen Kirche samt Pfarrhaus. Das Preisgericht empfahl Fritz Metzgers Projekt zur Ausführung. Die Kirchgemeinde stimmte am 28. Oktober 1956 dem Projekt zu, verlangte aber, dass das geplante Flachdach beim Pfarrhaus in ein Schrägdach abgeändert wurde. Am 13. Mai 1957 erfolgte der erste Spatenstich für den Bau der Kirche samt Pfarrhaus. Am 12. November 1957 konnten die 140 Bauarbeiter das Aufrichtfest feiern, am 13. Juli 1958 weihte der Bischof von Basel, Franziskus von Streng, die Kirche feierlich ein.
Ab dem 1. Dezember 1957 wurde im Nachbarort Matzingen regelmässig Gottesdienst gefeiert und der Bau der Kirche St. Josef vorangetrieben, welche allerdings erst 1971 erbaut werden konnte.

## Baubeschreibung

### Kirchturm und Äusseres
Die Kirche St. Johannes steht im Zentrum des Dorfes an der Kirchstrasse in unmittelbarer Nachbarschaft zur reformierten Kirche Wängi. Der freistehende Kirchturm steht im Osten der Kirche. Er ist 36 Meter hoch und über einen gedeckten Gang mit der Kirche verbunden. Die Kirche ist nicht geostet, sondern nach Nordwesten ausgerichtet. Das Kirchgebäude besitzt eine Länge von 40 Metern und ist 22 Meter breit, die Höhe des Giebels beträgt 14 Meter. Auf der linken Seite der Portalfront ist die Taufkapelle angebaut, südwestlich an den Chor der Kirche die Werktagskapelle. Im Untergeschoss befindet sich der Pfarreisaal, hinter dem Chor der Kirche das Pfarrhaus.

### Glocken
Weil die evangelische Kirchgemeinde auf ihr 100-Jahr-Jubiläum hin die historischen Glocken der ehemals paritätischen Kirche umgiessen wollte, musste die katholische Kirchgemeinde das zukünftige Geläute der neuen katholischen Kirche früh festlegen, damit die Glocken beider Kirchen aufeinander abgestimmt waren. Am 3. Dezember 1957 wurde der Firma Karl Czudnochowsky in Erding bei München der Auftrag für die Glocken der katholischen Kirche erteilt. Am 15. Februar 1958 wurde die grosse B-Glocke gegossen, die anderen vier folgten am 25. Februar 1958. Am 14. März traf das fünfstimmige Geläut in Wängi ein. Nach der Glockenweihe am 16. März 1958 zog die Dorfjugend die Glocken in den Turm auf, sodass sie in der Osternachtfeier am 5. April 1958 das erste Mal geläutet werden konnten.
| Nummer | Gewicht | Ton | Widmung                      | Inschrift |
| ------ | ------- | --- | ---------------------------- | --- |
| 1      | 2853 kg | B   | Die heiligste Dreifaltigkeit | «Ehre sei dem Vater und dem Sohne und dem Heiligen Geiste! Klinge und schwinge den Segen, lass ihn wie fruchtbaren Regen auf Häuser und Herzen sich legen.» |
| 2      | 1418 kg | d   | Johannes der Täufer          | «Heiliger Johannes der Täufer, führe uns alle zu Christus!»                                                                                                 |
| 3      | 954 kg  | f   | Muttergottes von Einsiedeln  | «Die Statthalterei des Klosters Maria Einsiedeln auf Sonnenberg der Pfarrei Wängi zum Lobe der Gottesmutter! Ave Maria.»                                    |
| 4      | 626 kg  | g   | hl. Idda von Toggenburg      | «Heilige Idda, Patronin des Thurgaues, bitte für uns.» |
| 5      | 387 kg  | b   | Schutzengel                  | «Heilige Engel, beschützet uns Seele und Leib!» |

### Innenraum und künstlerische Ausstattung
Durch die zwei Seiteneingänge gelangt der Besucher zunächst in die niederen Seitenschiffe der Kirche, von denen aus das Satteldach des Hauptschiffs hoch aufragt. Der First der Kirche bildet zusammen mit den seitlichen Chorgiebeln ein Kreuz. Die drei Meter breiten Betondecken über den Seitenschiffen tragen den Seitenschub der grossen Dachflächen des Hauptschiffes und geben diesen als senkrechte Last auf die Säulen im Kircheninnern weiter. Die Bänke der Kirche bieten 600 Sitzplätze, in der Werktagskapelle sind es 80 Sitzplätze. Zwei Künstler prägten die Ausstattung der Kirche: Kurt Brunner aus Luzern schuf die Holzmadonna im Chorraum, den Taufsteindeckel, den Tabernakel sowie das Taufkapellengitter. Johann Jakob Zemp aus Küsnacht ZH gestaltete die Mosaiken und die Glasfenster.

#### Mosaiken
Bereits 1953 erhielt Johann Jakob Zemp den Auftrag, 14 Kreuzwegstationen als Mosaiken für die zu erbauende Kirche zu erstellen. Nach dem Architekturwettbewerb kamen die grossen Mosaiken an der Chorwand sowie an den beiden Stirnseiten der Seitenschiffe hinzu. Die Mosaiken bestehen aus rund 24 Tonnen Steinen in 100 verschiedenen Farbtönen und Arten. Das Mosaik an der Chorwand zeigt das Lamm Gottes, umgeben von fünf Engeln nach der Offenbarung des Johannes. Mose auf der rechten Seite zeigt dem Betrachter die Gesetzestafeln mit den Zehn Geboten. Der Altar, der ursprünglich an der Chorwand gestanden hatte, wurde nach dem Zweiten Vatikanischen Konzil in die Mitte des Chorraumes gerückt. Links vom Altar steht der Ambo, der in späterer Zeit dazugekommen ist. Auf seiner Frontseite sind die Wörter zu lesen: «Licht, Weg, Wahrheit, Leben» (Joh 14, 6). Rechts des Altars befindet sich der Tabernakel, auf dem mittels Reliefs die Geschichte der Bundeslade erzählt wird. An der Frontseite des rechten Kirchenschiffs steht der Marienaltar, hinter dem die Muttergottes samt Jesuskind auf einem Mosaik abgebildet ist. Hinter dem Altar ist der Baum des Lebens dargestellt, rechts davon vertreibt ein Engel Adam und Eva aus dem Paradies. Das linke Seitenschiff wird ebenfalls durch eine Mosaikwand abgeschlossen, auf der Jesus als Auferstandener gezeigt wird.

#### Glasfenster
Das zweite grosse Werk von Johann Jakob Zemp in der Kirche St. Johannes ist der Glasfenster-Zyklus. Die beiden seitlichen Chorgiebelfenster zeigen ganz oben den brennenden Dornbusch sowie die Wolkensäule; in beiden offenbart sich im Alten Testament Gott den Menschen. Darunter sind die vier Evangelisten dargestellt: links Markus und Matthäus, rechts Lukas und Johannes. Die beiden Fensterbänder über den Seitenschiffen zeigen symbolhaft Aussprüche von Jesus im Neuen Testament: Licht und Scheffel (Lk 11,33), Das enge Tor (Mt 7,13), Das Fischernetz mit den guten und schlechten Fischen (Mt 13,47), 70 mal 7 mal sollst du vergeben (Mt 18,21), Feuer und Schwert (Lk 12,49), Taube und Schlange (Mt 10,16), Ei und Skorpion (Lk 11,9), Petersdom und Schlüssel Petri (über der Orgel im Dachfirst, Mt 16,18), Schwurhand (Mt 5,36), Mühlstein am Hals und Ärgernis (Mk 9,42), Schweine und Perlenschnur (Mt 7,6), Der unfruchtbare Baum (Mt 7,16), Weizen und Disteln (Mt 13,24–30), Rabe und Lilien (Lk 12,22).

#### Taufkapelle
Die Taufkapelle besitzt einen quadratischen Grundriss von 5,5 mal 5,5 Metern, in dessen Zentrum der Taufstein steht. Der Deckel des Wasserbeckens thematisiert das Jesuswort: «Gehet hin und lehret alle Völker und taufet sie» (Mt 28,19). Jesus verkündet diesen Auftrag und entschwebt in den Himmel, seine Apostel und Missionare verschiedener Orden sind am Rand des Deckels dargestellt, wie sie in allen Erdteilen taufen: Der hl. Gallus tauft in Europa, Chinesen werden in Asien getauft, Indianer in Amerika, dunkelhäutige Menschen in Afrika. Über dem Taufstein symbolisiert ein Glasfenster die Dreifaltigkeit: das Auge Gottes, das Kreuz mit den fünf Wundmalen von Jesus, die Heiliggeisttaube mit den sieben Gaben des Geistes, dargestellt als hellrote Gläser. Das Kapellengitter zieren verschiedene Fische, die auf das urchristliche Fisch-Symbol von Jesus Christus verweisen.

#### Werktagskapelle
In der Kapelle sind weitere Glasfenster von Johann Jakob Zemp angebracht. Das linke Fenster zeigt das Wappen von Papst Pius XII., der zur Zeit der Kirchweihe das Petrusamt innehatte, auf der rechten Seite ist das Wappen des damaligen Bischofs von Basel, Franziskus von Streng, dargestellt. In der Mitte der beiden Glasfenster ist in einer Nische ein Reliquiar in Kreuzform eingelassen, das eine Reliquie des hl. Niklaus von Flüe besitzt. Auf den vier Kreuzblättern ist das Bruderklausengebet aufgeschrieben: «Mein Herr und mein Gott, nimm alles mir, was mich hindert zu dir. Mein Herr und mein Gott, gib alles mir, was mich führet zu dir. Mein Herr und mein Gott, nimm mich mir und gib mich ganz zu eigen dir.» Geschaffen wurde das Reliquiar von Willi Buck, Wil SG.

### Orgel
1964 wurde die Orgel durch die Firma Späth Orgelbau, Rapperswil, erstellt. Das Instrument besitzt 32 Register auf drei Manualen und Pedal. Die Spieltraktur ist mechanisch, die Registertraktur elektropneumatisch. Das Gehäuse übernimmt die klaren Formen der Dachkonstruktion und ist streng symmetrisch aufgebaut. Die links und rechts angeordneten Pedaltürme antworten mit Gegenbewegungen auf die mitraförmige Konstruktion des mittigen Hauptwerks. Der Klang der Orgel widerspiegelt das klare, obertonreiche Klangideal der Erbauungszeit. Bei der 1982 erfolgten Revision durch die Firma Späth wurden das Registercrescendo stillgelegt sowie Kunststoff- und Metallteile in der Mechanik (wie Nylonabstrakten oder Aluminiumwippen) durch Holzteile ersetzt. 2001 erfolgte eine Generalrevision durch die Erbauerfirma. Hierbei wurden im Pedal das Register Zink gegen eine Trompete ausgewechselt sowie die Plätze von Nachthorn 2′ im Hauptwerk und Superoktave 2′ im Schwellwerk ausgetauscht. Zudem erhielt das Instrument eine Setzeranlage. Die Späth-Orgel hat folgende Disposition:
| I Rückpositiv C–g3 |                |
| Lieblich Gedeckt   | 8′             |
| Prinzipal          | 4′             |
| Rohrflöte          | 4′             |
| Sesquialtera       | 2 ⁄3′ + 1 3⁄5′ |
| Waldflöte          | 2′             |
| Zimbel             | 1⁄4′           |
| Krummhorn          | 8′             |

| II Hauptwerk C–g3 |             |
| Pommer            | 16′         |
| Prinzipal         | 8′          |
| Gemshorn          | 8′          |
| Oktave            | 4′          |
| Superoktave       | 2′          |
| Quarte            | 1 3⁄5′ + 1′ |
| Mixtur            | 2′          |
| Helltrompete      | 8′          |

| III Schwellwerk C–g3 |       |
| Rohrflöte            | 8′    |
| Harfpfeife           | 8′    |
| Dulcian              | 4′    |
| Hohlflöte            | 4′    |
| Nachthorn            | 2′    |
| Superquinte          | 1 ⁄3′ |
| Scharf               | 1′    |
| Dulcian              | 16′   |
| Schalmey             | 8′    |
| Clairon              | 4′    |
| Tremulant            |       |

| Pedalwerk C–f1    |     |
| Singend Prinzipal | 16′ |
| Subbass           | 16′ |
| Oktave            | 8′  |
| Gedeckt           | 8′  |
| Rohrschelle       | 4′  |
| Posaune           | 16′ |
| Trompete          | 8′  |

- Normalkoppeln: I/II, III/II, II/P, III/P
- Spielhilfen: Setzerkombinationen, Registercrescendo